# هتفیلد (ایندیانا)
هتفیلد (به انگلیسی: Hatfield) یک منطقهٔ مسکونی در ایالات متحده آمریکا است که در شهرستان اسپنسر، ایندیانا واقع شده‌است. هتفیلد ۸۱۳ نفر جمعیت دارد و ۱۱۸ متر بالاتر از سطح دریا واقع شده‌است.